# NGC 3998
NGC 3998 este o galaxie seyfert situată în constelația Ursa Mare. A fost descoperită în 14 aprilie 1789 de către William Herschel. Se află la o distanță de 14,19 megaparseci de Pământ.